# Okrouhlička
Okrouhlička, bis 1945 Šejdorf, 1945–1946 Svahov (deutsch Scheibelsdorf, auch Scheibeldorf) ist eine Gemeinde in Tschechien. Sie liegt acht Kilometer südlich von Havlíčkův Brod und gehört zum Okres Havlíčkův Brod.

## Geographie
Okrouhlička befindet sich in der Böhmisch-Mährischen Höhe im Tal des Baches Žabinec. Nordöstlich erhebt sich der Bouchnerův kopec (521 m) und im Osten der Květnovský kopec (542 m)
Nachbarorte sind Lípa, Hladový Mlýn, U Kostelíka und Suchá im Norden, Květnov und Skřivánek im Osten, Na Vysočině und Pozovice im Südosten, Studénka im Süden, Chyška und Úhořilka im Südwesten, Kochánov im Westen sowie Lipský Dvorek und Malá Lípa im Nordwesten.

## Geschichte

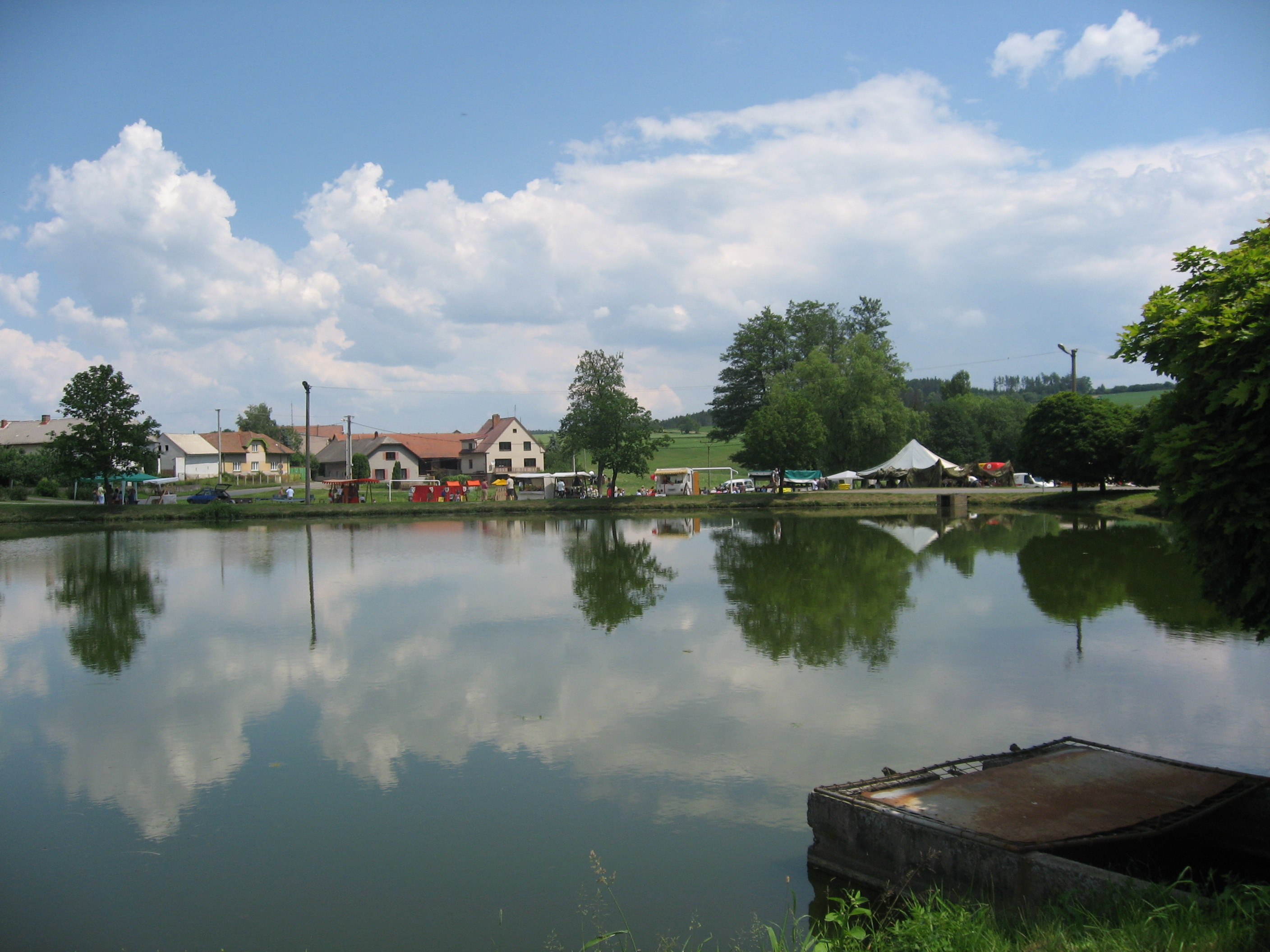
Blick über den Teich in der Ortsmitte

Die erste urkundliche Erwähnung von Scheiblisdorff erfolgte im Jahre 1307 im Zuge eines Grundstückstausches zwischen Heinrich von Lichtenburg und dem Kloster Vilémov. Scheibldorff gehörte ab 1411 zur Herrschaft Schrittenz im Czaslauer Kreis. Nachfolgend wurde das Dorf auch als Sseydorf, Sseybdorff und Ssajbldorff bezeichnet. Zusammen mit dem Gut Lerchenhof wurde Scheibeldorf 1685 an die Herrschaft Pollerskirchen angeschlossen. 1793 verkaufte Leopold Fučikovský von Grünhof das Güt Lerchenhof mit Scheibeldorf an den Kuttenberger Bürger Jan Antonín Rychlý. Durch Scheibeldorf führt bis zur Mitte des 18. Jahrhunderts die Straße von Prag nach Wien, so dass sich im Dorf Ausspannen für die Fuhrleute befanden. Die neue Kaiserstraße führte dann östlich über Blumendorf und Lerchenfeld an Scheibeldorf vorbei auf geradem Wege von Deutschbrod nach Stecken.
Nach der Aufhebung der Patrimonialherrschaften bildete Scheibelsdorf mit Lerchenhof ab 1850 eine Gemeinde im Bezirk Deutschbrod. Zum Ende des 19. Jahrhunderts wurde der Ortsname als Šejdorf ins Tschechische übertragen und seit Anfang des 20. Jahrhunderts lebten in dem Dorf ausschließlich Tschechen. Nach dem Ende des Zweiten Weltkrieges wurde Šejdorf entsprechen dem Vorschlag eines örtlichen Lehrers in Svahov umbenannt. Bereits 1946 erfolgte die Änderung des amtlichen Namens in Okrouhlička. Zwischen 1976 und 1990 war Okrouhlička nach Štoky eingemeindet.

## Gemeindegliederung
Die Gemeinde Okrouhlička besteht aus den Ortsteilen Okrouhlička (Scheibelsdorf) und Skřivánek (Lerchenhof).

## Sehenswürdigkeiten
- Schloss Skřivánek

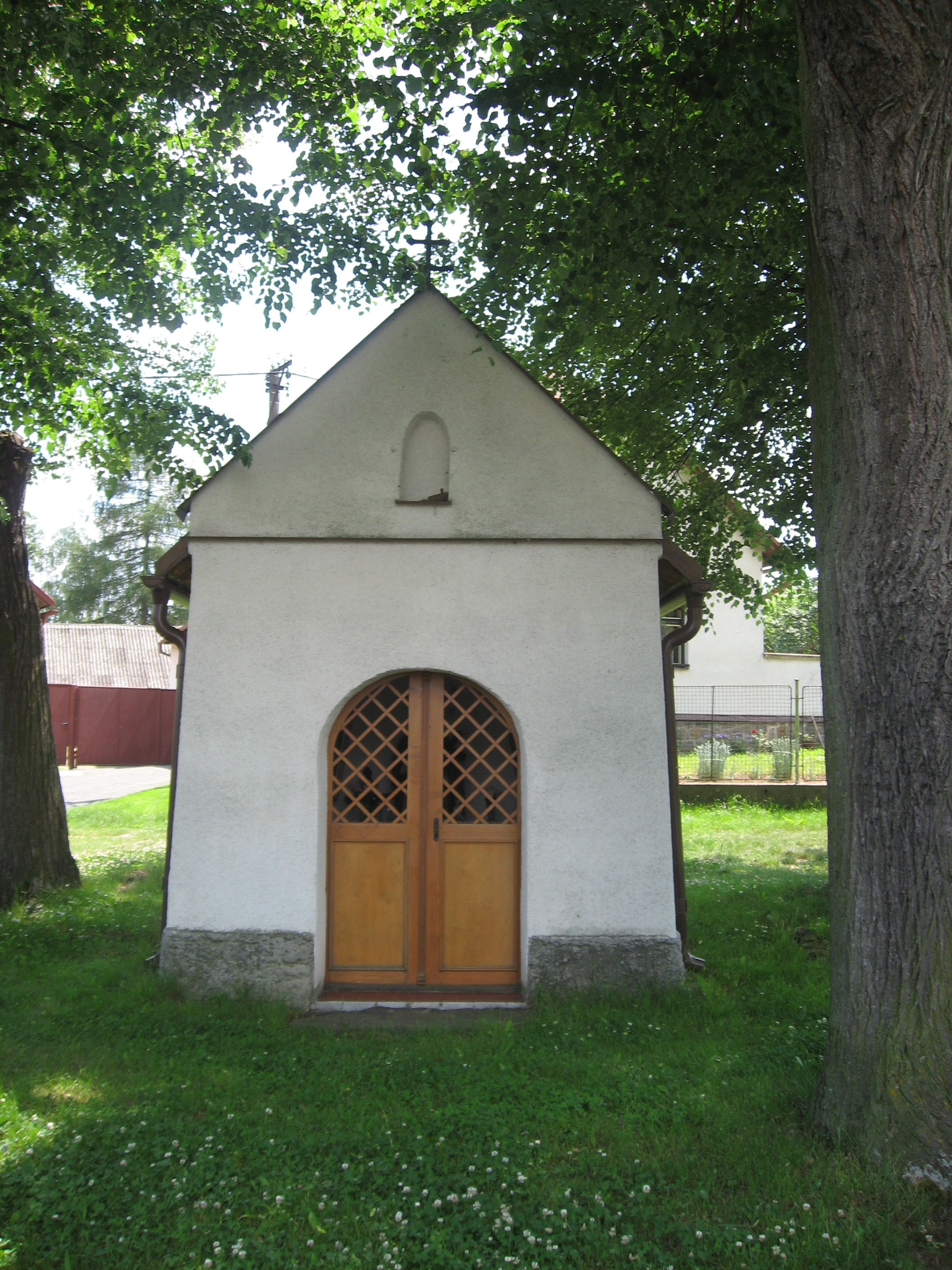
Kapelle in Okrouhlička

- Kapelle des hl. Johannes von Nepomuk in Okrouhlička, erbaut 1763
- Šejdorfský Mlýn, die seit 1713 nachweisbare Mühle dient heute als Pension und Gaststätte